# 2012–2013-as UEFA-bajnokok ligája (selejtezők)
A 2012–2013-as UEFA-bajnokok ligája selejtezői négy fordulóban kerültek lebonyolításra 2012. július 3. és augusztus 29. között. A rájátszás párosításainak győztesei jutottak be a 2012–2013-as UEFA-bajnokok ligája csoportkörébe.
A mérkőzések oda-visszavágós rendszerben zajlottak. A két találkozó végén az összesítésben jobbnak bizonyuló csapat jutott tovább a következő körbe. Ha az összesítésnél az eredmény döntetlen volt, akkor az idegenben több gólt szerző csapat jutott tovább. Amennyiben az idegenben lőtt gólok száma is azonos volt, akkor 30 perces hosszabbításra került sor a visszavágó rendes játékidejének lejárta után. Ha a 2×15 perces hosszabbításban gólt/gólokat szerzett mindkét együttes, és az összesített állás egyenlő volt, akkor a vendég csapat jutott tovább idegenben szerzett góllal/gólokkal. Gólnélküli hosszabbítás esetén büntetőpárbajra került sor.

## Fordulók és időpontok
| Forduló    | Sorsolás dátuma     | 1. mérkőzés                  | 2. mérkőzés            |
| ---------- | ------------------- | ---------------------------- | ---------------------- |
| 1. forduló | 2012. június 25.    | 2012. július 3–4.            | 2012. július 10–11.    |
| 2. forduló | 2012. június 25.    | 2012. július 17–18.          | 2012. július 24–25.    |
| 3. forduló | 2012. július 20.    | 2012. július 31–augusztus 1. | 2012. augusztus 7–8.   |
| Rájátszás  | 2012. augusztus 10. | 2012. augusztus 21–22.       | 2012. augusztus 28–29. |

Az időpontok közép-európai idő/közép-európai nyári idő szerint értendők.

## 1. selejtezőkör
Az első selejtezőkörben hat csapat vett részt, amelyek a 48–53.-ig helyen rangsorolt országok bajnokai.

### 1. selejtezőkör, párosítások
A párosításokat 2012. június 25-én sorsolják.
| Kiemelt csapatok - Linfield FC (2,766) - F91 Dudelange (2,716) - Valletta FC (2,616) | Nem kiemelt csapatok - Tre Penne (0,933) - Lusitanos (0,700) - B36 Tórshavn (0,533) |

| 1. csapat     | Össz.Tooltip Aggregate score | 2. csapat    | 1. mérk. | 2. mérk.   |
| ------------- | ---------------------------- | ------------ | -------- | ---------- |
| F91 Dudelange | 11–0                         | Tre Penne    | 7–0      | 4–0        |
| Valletta FC   | 9–0                          | Lusitanos    | 8–0      | 1–0        |
| Linfield      | 0–0 (t. 4–3)                 | B36 Tórshavn | 0–0      | 0–0 (h.u.) |

### 1. selejtezőkör, 1. mérkőzések
| 2012. július 3. 18:30 |

| F91 Dudelange                                                                 | 7–0               | Tre Penne |
| ----------------------------------------------------------------------------- | ----------------- | --------- |
| Melisse 25' Benzouien 29' 53' Legros 47' Joachim 51' 90+3' D'Orsi 78' (öngól) | (2–0) Jegyzőkönyv |           |

| Stade Jos Nosbaum, Dudelange Játékvezető: Alan Mario Sant (máltai) |

| 2012. július 3. 19:30 |

| Valletta FC                                                        | 8–0               | Lusitanos |
| ------------------------------------------------------------------ | ----------------- | --------- |
| Caruana 4' Mifsud 10' 18' 45' 70' Jhonnattann 17' 23' E. Agius 72' | (6–0) Jegyzőkönyv |           |

| Hibernians Ground, Paola Játékvezető: Johnny Casanova (San Marinó-i) |

| 2012. július 3. 20:45 |

| Linfield | 0–0         | HB Tórshavn |
| -------- | ----------- | ----------- |
|          | Jegyzőkönyv |             |

| Windsor Park, Belfast Játékvezető: Wim Smet (belga) |

### 1. selejtezőkör, 2. mérkőzések
| 2012. július 10. 19:00 |

| HB Tórshavn                                      | 0–0 (h. u.) | Linfield                     |
| ------------------------------------------------ | ----------- | ---------------------------- |
|                                                  |             |                              |
| Büntetőpárbaj                                    |             |                              |
| Matras Danielsen S. Olsen R. Jacobsen Cieslewicz | 3–4         | Ervin Browne Carville McCaul |

| Gundadalur Stadion, Tórshavn Játékvezető: Suren Baliyan (örmény) |

| 2012. július 10. 19:30 |

| Lusitanos | 0–1               | Valletta FC     |
| --------- | ----------------- | --------------- |
|           | (0–1) Jegyzőkönyv | Jhonnattann 16' |

| Estadi Comunal d’Andorra la Vella, Andorra la Vella Játékvezető: Huw Jones (walesi) |

| 2012. július 10. 20:30 |

| Tre Penne | 0–4               | F91 Dudelange                             |
| --------- | ----------------- | ----------------------------------------- |
|           | (0–4) Jegyzőkönyv | Joachim 28' 34' Benzouien 41' Gomez 45+1' |

| Stadio Olimpico (San Marino), Serravalle Játékvezető: Þorvaldur Árnason (izlandi) |

## 2. selejtezőkör
Az első selejtezőkör három továbbjutójához a 16–47.-ig rangsorolt nemzeti labdarúgó-bajnokságok győztes csapatai csatlakoztak (Liechtensteint kivéve). Sorsoláskor a csapatok aktuális UEFA-együtthatója alapján sorba rendezték a résztvevőket, földrajzi elhelyezkedésük alapján három csoportba sorolták, majd a csoportokon belül minden kiemelthez egy-egy kiemelés nélkülit párosítottak. Az első selejtezőkörből továbbjutó csapatok megkapták az első forduló kiemelt csapatainak együtthatóját, mert a második selejtezőkör sorsolása hamarabb volt, mint az első forduló második mérkőzése.
A sorsolás előtt a csapatokat három csoportba osztották. Minden csoportból egy kiemelt és egy kiemelés nélküli csapatot sorsoltak.
| 1. csoport                                            | 1. csoport                                                                              | 2. csoport                                                          | 2. csoport                                                         | 3. csoport                                                                          | 3. csoport                                                                          |
| Kiemelt                                               | Nem kiemelt                                                                             | Kiemelt                                                             | Nem kiemelt                                                        | Kiemelt                                                                             | Nem kiemelt                                                                         |
| ----------------------------------------------------- | --------------------------------------------------------------------------------------- | ------------------------------------------------------------------- | ------------------------------------------------------------------ | ----------------------------------------------------------------------------------- | ----------------------------------------------------------------------------------- |
| BATE Bariszav MŠK Žilina DVSC-TEVA Maribor AÉ Lemeszú | Íróní Kirjat Smóná Željezničar Sarajevo Linfield FC (T) Skënderbeu Korçë Vardar Szkopje | FC Basel Red Bull Salzburg Helsingborgs IF FK Ventspils HJK Ekranas | Shamrock Rovers Molde FK KR The New Saints F91 Dudelange (T) Flora | Dinamo Zagreb Partizan Sheriff Tiraspol Slovan Liberec Śląsk Wrocław SZK Zesztaponi | Ludogorec Razgrad Valletta FC (T) Budućnost Podgorica Neftçi Sahter Karagandi Ulisz |

### 2. selejtezőkör, párosítások
A párosításokat 2012. június 25-én sorsolták.
| 1. csapat           | Össz.Tooltip Aggregate score | 2. csapat            | 1. mérk. | 2. mérk.   |
| ------------------- | ---------------------------- | -------------------- | -------- | ---------- |
| Skënderbeu Korçë    | 1–3                          | DVSC-TEVA            | 1–0      | 0–3        |
| NK Maribor          | 6–2                          | Željezničar Sarajevo | 4–1      | 2–1        |
| MŠK Žilina          | 1–2                          | Íróní Kirjat Smóná   | 1–0      | 0–2        |
| BATE Bariszav       | 3–2                          | Vardar Szkopje       | 3–2      | 0–0        |
| AÉ Lemeszú          | 3–0                          | Linfield FC          | 3–0      | 0–0        |
| Shamrock Rovers     | 1–2                          | Ekranas              | 0–0      | 1–2        |
| Flora               | 0–5                          | FC Basel             | 0–2      | 0–3        |
| The New Saints      | 0–3                          | Helsingborgs IF      | 0–0      | 0–3        |
| HJK                 | 9–1                          | KR                   | 7–0      | 2–1        |
| Molde FK            | 4–1                          | FK Ventspils         | 3–0      | 1–1        |
| F91 Dudelange       | 4–4 (i.g.)                   | Red Bull Salzburg    | 1–0      | 3–4        |
| Slovan Liberec      | 2–1                          | Sahter Karagandi     | 1–0      | 1–1 (h.u.) |
| Ludogorec Razgrad   | 3–4                          | Dinamo Zagreb        | 1–1      | 2–3        |
| Neftçi              | 5–2                          | SZK Zesztaponi       | 3–0      | 2–2        |
| Ulisz               | 0–2                          | Sheriff Tiraspol     | 0–1      | 0–1        |
| Valletta FC         | 2–7                          | Partizan             | 1–4      | 1–3        |
| Budućnost Podgorica | 1–2                          | Śląsk Wrocław        | 0–2      | 1–0        |

### 2. selejtezőkör, 1. mérkőzések
| 2012. július 17. 17:00 |

| Ulisz | 0–1               | Sheriff Tiraspol |
| ----- | ----------------- | ---------------- |
|       | (0–0) Jegyzőkönyv | Gheorghiev 61'   |

| Republican Stadium, Jereván Játékvezető: Bognár Tamás (magyar) |

| 2012. július 17. 17:45 |

| Flora | 0–2               | FC Basel                   |
| ----- | ----------------- | -------------------------- |
|       | (0–0) Jegyzőkönyv | A. Frei 65' 87' (11-esből) |

| A. Le Coq Arena, Tallinn Játékvezető: Mauro Bergonzi (olasz) |

| 2012. július 17. 18:00 |

| HJK                                                                        | 7–0               | KR |
| -------------------------------------------------------------------------- | ----------------- | -- |
| Mäkelä 13' 78' 83' Väyrynen 20' (11-esből) Pohjanpalo 48' 67' Schüller 57' | (2–0) Jegyzőkönyv |    |

| Sonera Stadium, Helsinki Játékvezető: Harald Lechner (osztrák) |

| 2012. július 17. 18:00 |

| Neftçi                                 | 3–0               | SZK Zesztaponi |
| -------------------------------------- | ----------------- | -------------- |
| Imamverdiyev 22' Wobay 24' Canales 63' | (2–0) Jegyzőkönyv |                |

| Dalga Arena, Baku Játékvezető: Marius Avram (román) |

| 2012. július 17. 18:30 |

| F91 Dudelange | 1–0               | Red Bull Salzburg |
| ------------- | ----------------- | ----------------- |
| Joachim 75'   | (0–0) Jegyzőkönyv |                   |

| Stade Jos Nosbaum, Dudelange Játékvezető: Anar Salmanov (azeri) |

| 2012. július 17. 19:00 |

| Slovan Liberec | 1–0               | Sahter Karagandi |
| -------------- | ----------------- | ---------------- |
| Hadaščok 23'   | (1–0) Jegyzőkönyv |                  |

| Stadion u Nisy, Liberec Játékvezető: Aleksei Eskov (orosz) |

| 2012. július 17. 19:30 |

| MŠK Žilina | 1–0               | Íróní Kirjat Smóná |
| ---------- | ----------------- | ------------------ |
| Piaček 82' | (0–0) Jegyzőkönyv |                    |

| Pod Dubňom Stadion, Zsolna Játékvezető: César Muñiz Fernández (spanyol) |

| 2012. július 17. 20:15 |

| The New Saints | 0–0         | Helsingborgs IF |
| -------------- | ----------- | --------------- |
|                | Jegyzőkönyv |                 |

| Park Hall, Oswestry Játékvezető: Sébastien Delferiere (belga) |

| 2012. július 17. 20:30 |

| Skënderbeu Korçë | 1–0               | DVSC-TEVA |
| ---------------- | ----------------- | --------- |
| Plaku 65'        | (0–0) Jegyzőkönyv |           |

| Skënderbeu Stadion, Korça Játékvezető: Nikolai Yordanov (bolgár) |

| 2012. július 17. 20:45 |

| Valletta FC | 1–4               | Partizan                                        |
| ----------- | ----------------- | ----------------------------------------------- |
| Mifsud 66'  | (0–3) Jegyzőkönyv | Tomić 6' Ivanov 33' S. Šćepović 42' Ostojić 71' |

| Hibernians Ground, Paola Játékvezető: Liran Liany (izraeli) |

| 2012. július 17. 21:00 |

| Shamrock Rovers | 0–0         | Ekranas |
| --------------- | ----------- | ------- |
|                 | Jegyzőkönyv |         |

| Tallaght Stadion, Dublin Játékvezető: Mattias Gestranius (finn) |

| 2012. július 18. 18:00 |

| BATE Bariszav                       | 3–2               | Vardar Szkopje                |
| ----------------------------------- | ----------------- | ----------------------------- |
| Mazalewski 41' Rodionov 90+2' 90+4' | (1–0) Jegyzőkönyv | Kostovski 54' Stjepanović 62' |

| Haradszki Stadion, Bariszav Játékvezető: Olivier Thual (francia) |

| 2012. július 18. 19:00 |

| AÉ Lemeszú                     | 3–0               | Linfield FC |
| ------------------------------ | ----------------- | ----------- |
| Vouho 16' Ouon 30' Dickson 54' | (2–0) Jegyzőkönyv |             |

| Círio Stadion, Limassol Játékvezető: Ken Henry Johnsen (norvég) |

| 2012. július 18. 20:00 |

| NK Maribor                                       | 4–1               | Željezničar Sarajevo |
| ------------------------------------------------ | ----------------- | -------------------- |
| Berić 47' 76' Mezga 67' (11-esből) Tavares 90+2' | (0–1) Jegyzőkönyv | Adilović 15'         |

| Stadion Ljudski vrt, Maribor Játékvezető: Thorsten Kinhöfer (német) |

| 2012. július 18. 20:00 |

| Ludogorec Razgrad | 1–1               | Dinamo Zagreb  |
| ----------------- | ----------------- | -------------- |
| Marcelinho 67'    | (0–0) Jegyzőkönyv | Rukavina 90+3' |

| Ludogorets Arena, Razgrad Játékvezető: Radek Příhoda (cseh) |

| 2012. július 18. 20:45 |

| Molde FK                            | 3–0               | FK Ventspils |
| ----------------------------------- | ----------------- | ------------ |
| Angan 53' 83' Forren 74' (11-esből) | (0–0) Jegyzőkönyv |              |

| Aker Stadion, Molde Játékvezető: Ivan Kružliak (szlovák) |

| 2012. július 18. 20:45 |

| Budućnost Podgorica | 0–2               | Śląsk Wrocław                  |
| ------------------- | ----------------- | ------------------------------ |
|                     | (0–1) Jegyzőkönyv | Elsner 19' Mila 49' (11-esből) |

| Podgorica városi stadion, Podgorica Játékvezető: Clément Turpin (francia) |

### 2. selejtezőkör, 2. mérkőzések
| 2012. július 24. 14:00 |

| Sahter Karagandi       | 1–1               | Slovan Liberec |
| ---------------------- | ----------------- | -------------- |
| Kukeyev 40' (11-esből) | (1–0) Jegyzőkönyv | Blažek 120'    |

| Sahter Stadion, Karagandi Játékvezető: Kenn Hansen (dán) |

| 2012. július 24. 17:30 |

| FK Ventspils | 1–1               | Molde FK   |
| ------------ | ----------------- | ---------- |
| Kurakins 24' | (1–1) Jegyzőkönyv | Eikrem 37' |

| Olimpiskais Stadions, Ventspils Játékvezető: Szymon Marciniak (lengyel) |

| 2012. július 24. 18:00 |

| Red Bull Salzburg                                                 | 4–3               | F91 Dudelange                 |
| ----------------------------------------------------------------- | ----------------- | ----------------------------- |
| Jantscher 28' Hinteregger 37' Cristiano 81' (11-esből) Zárate 82' | (2–1) Jegyzőkönyv | Steinmetz 26' 57' Joachim 48' |

| Red Bull Arena, Salzburg Játékvezető: Pavle Radovanović (montenegrói) |

| 2012. július 24. 18:30 |

| Íróní Kirjat Smóná      | 2–0               | MŠK Žilina |
| ----------------------- | ----------------- | ---------- |
| Abed 70' Abuhatzira 77' | (0–0) Jegyzőkönyv |            |

| Kiryat Eliezer Stadium, Haifa Játékvezető: Serhiy Boiko (ukrán) |

| 2012. július 24. 19:00 |

| Ekranas                       | 2–1               | Shamrock Rovers |
| ----------------------------- | ----------------- | --------------- |
| Anđelković 45+1' Kymantas 63' | (1–0) Jegyzőkönyv | McCabe 90+2'    |

| Aukštaitija Stadion, Panevėžys Játékvezető: Slavko Vinčić (szlovén) |

| 2012. július 24. 19:00 |

| SZK Zesztaponi         | 2–2               | Neftçi                           |
| ---------------------- | ----------------- | -------------------------------- |
| Mudzsiri 16' Dvali 19' | (2–1) Jegyzőkönyv | Wobay 22' Sadigov 52' (11-esből) |

| David Abashidze Stadium, Zestafoni Játékvezető: Artyom Kuchin (kazak) |

| 2012. július 24. 19:00 |

| Sheriff Tiraspol         | 1–0               | Ulisz |
| ------------------------ | ----------------- | ----- |
| Samardžić 66' (11-esből) | (0–0) Jegyzőkönyv |       |

| Sheriff Stadion, Tiraspol Játékvezető: Vlado Glodjović (szerb) |

| 2012. július 24. 20:00 |

| FC Basel             | 3–0               | Flora |
| -------------------- | ----------------- | ----- |
| Zoua 9' 31' Díaz 63' | (2–0) Jegyzőkönyv |       |

| St. Jakob-Park, Bázel Játékvezető: Artur Soares (portugál) |

| 2012. július 24. 20:00 |

| DVSC-TEVA                   | 3–0               | Skënderbeu Korçë |
| --------------------------- | ----------------- | ---------------- |
| Coulibaly 12' 87' Varga 58' | (1–0) Jegyzőkönyv |                  |

| Nyíregyháza Városi Stadion, Nyíregyháza Játékvezető: Kristo Tohver (észt) |

| 2012. július 24. 20:45 |

| Partizan                   | 3–1               | Valletta FC |
| -------------------------- | ----------------- | ----------- |
| Tomić 10' 67' Mitrović 73' | (1–0) Jegyzőkönyv | Mifsud 60'  |

| Partizan Stadion, Belgrád Játékvezető: Anasztásziosz Szidirópulosz (görög) |

| 2012. július 24. 21:00 |

| Željezničar Sarajevo | 1–2               | NK Maribor                     |
| -------------------- | ----------------- | ------------------------------ |
| Kvesić 59'           | (0–1) Jegyzőkönyv | Ibraimi 20' Marcos Tavares 76' |

| Asim Ferhatović Hase Stadium, Szarajevó4 Játékvezető: Danny Makkelie (holland) |

| 2012. július 24. 21:15 |

| KR          | 1–2               | HJK                     |
| ----------- | ----------------- | ----------------------- |
| Atlason 74' | (0–0) Jegyzőkönyv | Sadik 66' Lindström 72' |

| KR-völlur, Reykjavík Játékvezető: Steven McLean (skót) |

| 2012. július 25. 19:15 |

| Helsingborgs IF              | 3–0               | The New Saints |
| ---------------------------- | ----------------- | -------------- |
| Atta 8' Sørum 27' Santos 89' | (2–0) Jegyzőkönyv |                |

| Olimpiai Stadion, Helsingborg Játékvezető: Alain Bieri (svájci) |

| 2012. július 25. 20:00 |

| Vardar Szkopje | 0–0         | BATE Bariszav |
| -------------- | ----------- | ------------- |
|                | Jegyzőkönyv |               |

| Philip II Arena, Skopje Játékvezető: Paolo Valeri (olasz) |

| 2012. július 25. 20:45 |

| Linfield FC | 0–0         | AÉ Lemeszú |
| ----------- | ----------- | ---------- |
|             | Jegyzőkönyv |            |

| Windsor Park, Belfast Játékvezető: Martin Strömbergsson (svéd) |

| 2012. július 25. 20:45 |

| Dinamo Zagreb               | 3–2               | Ludogorec Razgrad           |
| --------------------------- | ----------------- | --------------------------- |
| Rukavina 33' 60' Vida 90+8' | (0–2) Jegyzőkönyv | Gargorov 12' Marcelinho 36' |

| Maksimir Stadion, Zágráb Játékvezető: Felix Zwayer (német) |

| 2012. július 25. 20:45 |

| Śląsk Wrocław | 0–1               | Budućnost Podgorica |
| ------------- | ----------------- | ------------------- |
|               | (0–1) Jegyzőkönyv | Vukčević 15'        |

| Stadion Miejski, Wrocław Játékvezető: Michael Oliver (angol) |

## 3. selejtezőkör
Ez a selejtezőkör két ágon zajlott, mely a bajnokcsapatoknak rendezett, valamint a bajnoki helyezés alapján induló csapatok selejtezőjéből állt. A párosítások győztesei a következő körbe léptek, míg a vesztes csapatok a 2012–2013-as Európa-liga rájátszásában folytathatták.

### Bajnokcsapatok selejtezője
A második selejtezőkör 17 továbbjutójához a 13–15.-ig rangsorolt nemzeti labdarúgó-bajnokságok győztes csapatai csatlakoztak.
| Kiemelt csapatok - FC Basel (T) (53,360) - Anderlecht (48,480) - Celtic (32,728) - BATE Bariszav (T) (29,641) - F91 Dudelange (T) (29,265) - Dinamo Zagreb (T) (24,774) - CFR Cluj (18,764) - Íróní Kirjat Smóná (T) (14,974) - Partizan (T) (14,350) - Helsingborgs IF (T) (12,680) | Nem kiemelt csapatok - Sheriff Tiraspol (T) (9,849) - DVSC-TEVA (T) (7,950) - NK Maribor (T) (6,424) - Molde FK (T) (5,674) - Slovan Liberec (T) (5,570) - Śląsk Wrocław (T) (5,483) - HJK (T) (5,326) - AÉ Lemeszú (T) (5,099) - Ekranas (T) (4,875) - Neftçi (T) (4,733) |

Jegyzetek
- T: A 2. selejtezőkörből továbbjutott csapat, a sorsoláskor nem volt ismert.
- A dőlt betűvel írt csapatok a 2. selejtezőkörben egy magasabb együtthatóval rendelkező csapat ellen győztek, és az ellenfél együtthatóját hozták magukkal.

#### 3. selejtezőkör, párosítások
| 1. csapat          | Össz.Tooltip Aggregate score | 2. csapat       | 1. mérk. | 2. mérk. |
| ------------------ | ---------------------------- | --------------- | -------- | -------- |
| Bajnoki ág         |                              |                 |          |          |
| NK Maribor         | 5–1                          | F91 Dudelange   | 4–1      | 1–0      |
| BATE Bariszav      | 3–1                          | Debreceni VSC   | 1–1      | 2–0      |
| CFR Cluj           | 3–1                          | Slovan Liberec  | 1–0      | 2–1      |
| Anderlecht         | 11–0                         | Ekranas         | 5–0      | 6–0      |
| Śląsk Wrocław      | 1–6                          | Helsingborgs IF | 0–3      | 1–3      |
| Sheriff Tiraspol   | 0–5                          | Dinamo Zagreb   | 0–1      | 0–4      |
| Celtic             | 4–1                          | HJK             | 2–1      | 2–0      |
| Molde FK           | 1–2                          | FC Basel        | 0–1      | 1–1      |
| Íróní Kirjat Smóná | 6–2                          | Neftçi          | 4–0      | 2–2      |
| AÉ Lemeszú         | 2–0                          | Partizan        | 1–0      | 1–0      |
| Nem bajnoki ág     |                              |                 |          |          |
| Fenerbahçe         | 5–2                          | FC Vaslui       | 1–1      | 4–1      |
| Motherwell FC      | 0–5                          | Panathinaikósz  | 0–2      | 0–3      |
| FC København       | 3–2                          | Club Brugge     | 0–0      | 3–2      |
| Dinamo Kijiv       | 3–1                          | Feyenoord       | 2–1      | 1–0      |

#### 3. selejtezőkör, 1. mérkőzések (bajnokcsapatok)
| 2012. augusztus 1. 18:00 |

| BATE Bariszav        | 1–1               | Debreceni VSC |
| -------------------- | ----------------- | ------------- |
| Sidibe 90+3' (öngól) | (0–0) Jegyzőkönyv | Sidibe 67'    |

| Haradszki Stadion, Bariszav Játékvezető: Sascha Kever (svájci) |

| 2012. augusztus 1. 18:30 |

| Íróní Kirjat Smóná                                     | 4–0               | Neftçi |
| ------------------------------------------------------ | ----------------- | ------ |
| Badash 42' (11-esből) Abuhatzira 52' Gerzicich 70' 76' | (1–0) Jegyzőkönyv |        |

| Kiryat Eliezer Stadion, Haifa Játékvezető: Alan Kelly (ír) |

| 2012. augusztus 1. 19:00 |

| Sheriff Tiraspol | 0–1               | Dinamo Zagreb |
| ---------------- | ----------------- | ------------- |
|                  | (0–1) Jegyzőkönyv | Bećiraj 14'   |

| Sheriff Stadion, Tiraspol Játékvezető: Lee Probert (angol) |

| 2012. augusztus 1. 19:00 |

| Molde FK | 0–1               | FC Basel |
| -------- | ----------------- | -------- |
|          | (0–0) Jegyzőkönyv | Zoua 79' |

| Aker Stadion, Molde Játékvezető: Fredy Fautrel (francia) |

| 2012. augusztus 1. 19:45 |

| AÉ Lemeszú | 1–0               | Partizan |
| ---------- | ----------------- | -------- |
| Vouho 13'  | (1–0) Jegyzőkönyv |          |

| Antónisz Papadópulosz Stadion, Lárnaka Játékvezető: Stanislav Todorov (bolgár) |

| 2012. augusztus 1. 20:00 |

| NK Maribor                          | 4–1               | F91 Dudelange |
| ----------------------------------- | ----------------- | ------------- |
| Mezga 13' 47' Tavares 38' Berić 77' | (2–0) Jegyzőkönyv | Joachim 90+2' |

| Stadion Ljudski vrt, Maribor Játékvezető: Aleksei Nikolaev (orosz) |

| 2012. augusztus 1. 20:00 |

| Anderlecht                                          | 5–0               | Ekranas |
| --------------------------------------------------- | ----------------- | ------- |
| De Sutter 2' Kanu 21' Mbokani 41' 52' Jovanović 87' | (3–0) Jegyzőkönyv |         |

| Constant Vanden Stock Stadion, Brüsszel Játékvezető: Kristinn Jakobsson (izlandi) |

| 2012. augusztus 1. 20:45 |

| CFR Cluj            | 1–0               | Slovan Liberec |
| ------------------- | ----------------- | -------------- |
| Cadú 53' (11-esből) | (0–0) Jegyzőkönyv |                |

| Dr. Constantin Rădulescu Stadion, Kolozsvár Játékvezető: Bülent Yıldırım (török) |

| 2012. augusztus 1. 20:45 |

| Śląsk Wrocław | 0–3               | Helsingborgs IF                               |
| ------------- | ----------------- | --------------------------------------------- |
|               | (0–1) Jegyzőkönyv | Finnbogason 36' C. Andersson 72' Nordmark 85' |

| Stadion Miejski, Wrocław Játékvezető: Ivan Bebek (horvát) |

| 2012. augusztus 1. 20:45 |

| Celtic                 | 2–1               | HJK          |
| ---------------------- | ----------------- | ------------ |
| Hooper 55' Mulgrew 61' | (0–0) Jegyzőkönyv | Schüller 47' |

| Celtic Park, Glasgow Játékvezető: Miroslav Zelinka (cseh) |

#### 3. selejtezőkör, 2. mérkőzések (bajnokcsapatok)
| 2012. augusztus 7. 20:30 |

| Debreceni VSC | 0–2               | BATE Bariszav               |
| ------------- | ----------------- | --------------------------- |
|               | (0–1) Jegyzőkönyv | Mazalewski 25' Valadzko 59' |

| Városi Stadion, Nyíregyháza Játékvezető: Liran Liany (izraeli) |

| 2012. augusztus 8. 17:00 |

| F91 Dudelange | 0–1               | NK Maribor  |
| ------------- | ----------------- | ----------- |
|               | (0–0) Jegyzőkönyv | Mertelj 79' |

| Stade Jos Nosbaum, Dudelange Játékvezető: Duarte Gomes (portugál) |

| 2012. augusztus 8. 18:00 |

| Helsingborgs IF   | 3–1               | Śląsk Wrocław |
| ----------------- | ----------------- | ------------- |
| Sørum 43' 49' 68' | (1–1) Jegyzőkönyv | Díaz 31'      |

| Olimpiai Stadion, Helsingborg Játékvezető: Deniz Aytekin (német) |

| 2012. augusztus 8. 18:00 |

| Neftçi                     | 2–2               | Íróní Kirjat Smóná      |
| -------------------------- | ----------------- | ----------------------- |
| Wobay 31' Imamverdiyev 76' | (1–0) Jegyzőkönyv | Badash 50' Lencse 90+1' |

| Dalga Arena, Bakı Játékvezető: Martin Strömbergsson (svéd) |

| 2012. augusztus 8. 19:00 |

| Slovan Liberec | 1–2               | CFR Cluj                      |
| -------------- | ----------------- | ----------------------------- |
| Šural 58'      | (0–1) Jegyzőkönyv | Kapetánosz 45+1' Sougou 90+4' |

| Stadion u Nisy, Liberec Játékvezető: Serge Gumienny (belga) |

| 2012. augusztus 8. 19:00 |

| Ekranas | 0–6               | Anderlecht                                                                  |
| ------- | ----------------- | --------------------------------------------------------------------------- |
|         | (0–3) Jegyzőkönyv | Kljestan 9' Praet 31' Yakovenko 45+3' De Sutter 47' Molins 62' Fernando 87' |

| LFF Stadion, Vilnius Játékvezető: Álón Jefet (izraeli) |

| 2012. augusztus 8. 19:00 |

| HJK | 0–2               | Celtic                   |
| --- | ----------------- | ------------------------ |
|     | (0–0) Jegyzőkönyv | Ledley 67' Szamarász 86' |

| Sonera Stadion, Helsinki Játékvezető: Robert Schörgenhofer (osztrák) |

| 2012. augusztus 8. 20:00 |

| FC Basel     | 1–1               | Molde FK   |
| ------------ | ----------------- | ---------- |
| D. Degen 75' | (0–1) Jegyzőkönyv | Berget 32' |

| St. Jakob-Park, Bázel Játékvezető: Vladislav Bezborodov (orosz) |

| 2012. augusztus 8. 20:45 |

| Dinamo Zagreb                           | 4–0               | Sheriff Tiraspol |
| --------------------------------------- | ----------------- | ---------------- |
| Vida 16' Bećiraj 34' Čop 78' Ibáñez 87' | (2–0) Jegyzőkönyv |                  |

| Maksimir Stadion, Zágráb Játékvezető: Leontios Trattou (ciprusi) |

| 2012. augusztus 8. 20:45 |

| Partizan | 0–1               | AÉ Lemeszú      |
| -------- | ----------------- | --------------- |
|          | (0–1) Jegyzőkönyv | Dosa Júnior 23' |

| Partizan Stadion, Belgrád Játékvezető: Carlos Clos Gómez (spanyol) |

### Bajnoki helyezés alapján részt vevő csapatok selejtezője
A bajnoki helyezés alapján részt vevő csapatok selejtezőkörében a 7–15. helyig rangsorolt nemzeti labdarúgó-bajnokságok ezüstérmes csapatai, illetve az orosz bajnokság bronzérmes csapata indult. Sorsolás előtt a csapatokra vonatkoztatott UEFA-együttható alapján sorba rendezték a résztvevőket, majd minden kiemelt csapathoz egy-egy kiemelés nélkülit párosítanak.
| Kiemelt csapatok - Dinamo Kijiv (62,026) - Panathinaikósz (50,920) - FC København (46,505) - Fenerbahçe (41,615) | Nem kiemelt csapatok - Club Brugge (35,480) - FC Vaslui (13,764) - Feyenoord (12,603) - Motherwell FC (6,728) |

#### 3. selejtezőkör, 1. mérkőzések (nem bajnok csapatok)
| 2012. július 31. 19:00 |

| Dinamo Kijiv                 | 2–1               | Feyenoord   |
| ---------------------------- | ----------------- | ----------- |
| Immers 56' (öngól) Ideye 69' | (0–0) Jegyzőkönyv | Schaken 49' |

| Olimpiai Stadion, Kijev Játékvezető: Andre Marriner (angol) |

| 2012. július 31. 20:45 |

| Motherwell FC | 0–2               | Panathinaikósz                    |
| ------------- | ----------------- | --------------------------------- |
|               | (0–1) Jegyzőkönyv | Hrisztodulópulosz 14' Mavrias 76' |

| Fir Park Stadium, Motherwell Játékvezető: Pol van Boekel (holland) |

| 2012. augusztus 1. 20:00 |

| FC København | 0–0         | Club Brugge |
| ------------ | ----------- | ----------- |
|              | Jegyzőkönyv |             |

| Parken Stadion, Copenhagen Játékvezető: Ovidiu Alin Hațegan (román) |

| 2012. augusztus 1. 20:45 |

| Fenerbahçe  | 1–1               | FC Vaslui |
| ----------- | ----------------- | --------- |
| İrtegün 90' | (0–0) Jegyzőkönyv | Antal 75' |

| Şükrü Saracoğlu Stadion, Isztambul Játékvezető: Antonio Mateu Lahoz (spanyol) |

#### 3. selejtezőkör, 2. mérkőzések (nem bajnok csapatok)
| 2012. augusztus 7. 20:00 |

| Feyenoord | 0–1               | Dinamo Kijiv |
| --------- | ----------------- | ------------ |
|           | (0–0) Jegyzőkönyv | Ideye 90+6'  |

| Stadion Feijenoord, Rotterdam Játékvezető: Antony Gautier (francia) |

| 2012. augusztus 8. 20:00 |

| FC Vaslui   | 1–4               | Fenerbahçe                       |
| ----------- | ----------------- | -------------------------------- |
| Niculae 14' | (1–1) Jegyzőkönyv | Erkin 12' Kuyt 71' 76' Sow 90+2' |

| Stadionul Ceahlăul, Karácsonkő Játékvezető: Szergej Karaszjov (orosz) |

| 2012. augusztus 8. 20:30 |

| Club Brugge           | 2–3               | FC København                           |
| --------------------- | ----------------- | -------------------------------------- |
| Jordi 24' Odjidja 66' | (1–0) Jegyzőkönyv | Jørgensen 61' Bolaños 78' Santin 90+5' |

| Jan Breydel Stadion, Brugge Játékvezető: Michael Koukoulakis (görög) |

| 2012. augusztus 8. 20:45 |

| Panathinaikósz                                | 3–0               | Motherwell FC |
| --------------------------------------------- | ----------------- | ------------- |
| Hrisztodulópulosz 51' Mavrias 75' Sissoko 83' | (0–0) Jegyzőkönyv |               |

| Olimpiai Stadion, Athén Játékvezető: Stephan Studer (svájci) |

## Rájátszás
A harmadik selejtezőkörhöz hasonlóan a rájátszás is két ágon zajlott. A párosítások továbbjutói a bajnokok-ligája csoportkörébe jutottak, míg a vesztes csapatok a 2012–2013-as Európa-liga csoportkörében folytathatták.

### Bajnokcsapatok rájátszása
A bajnokcsapatok harmadik selejtezőkörének 10 továbbjutója versengett a bajnokok ligája-csoportkörbe kerülésért.
| Kiemelt csapatok - FC Basel (53,360) - Anderlecht (48,480) - Celtic (32,728) - BATE Bariszav (29,641) - Dinamo Zagreb (24,774) | Nem kiemelt csapatok - CFR Cluj (18,764) - Helsingborgs IF (12,680) - AÉ Lemeszú (5,099) - NK Maribor (6,424) - Íróní Kirjat Smóná (4,400) |

#### Rájátszás, párosítások (bajnokcsapatok)
| 1. csapat                | Össz.Tooltip Aggregate score | 2. csapat          | 1. mérk. | 2. mérk.   |
| ------------------------ | ---------------------------- | ------------------ | -------- | ---------- |
| Bajnoki ág               |                              |                    |          |            |
| FC Basel                 | 1–3                          | CFR Cluj           | 1–2      | 0–1        |
| Helsingborgs IF          | 0–4                          | Celtic             | 0–2      | 0–2        |
| BATE Bariszav            | 3–1                          | Íróní Kirjat Smóná | 2–0      | 1–1        |
| AÉ Lemeszú               | 2–3                          | Anderlecht         | 2–1      | 0–2        |
| Dinamo Zagreb            | 3–1                          | NK Maribor         | 2–1      | 1–0        |
| Nem bajnoki ág           |                              |                    |          |            |
| SC Braga                 | 2–2 (t. 5–4)                 | Udinese Calcio     | 1–1      | 1–1 (h.u.) |
| Szpartak Moszkva         | 3–2                          | Fenerbahçe         | 2–1      | 1–1        |
| Málaga CF                | 2–0                          | Panathinaikósz     | 2–0      | 0–0        |
| Borussia Mönchengladbach | 3–4                          | Dinamo Kijiv       | 1–3      | 2–1        |
| FC København             | 1–21                         | Lille OSC          | 1–0      | 0–2 (h.u.) |

Jegyzet
- 1. A pályaválasztói jogot az eredeti sorsoláshoz képest felcserélték.

#### Rájátszás, 1. mérkőzések (bajnokcsapatok)
| 2012. augusztus 21. 20:45 |

| FC Basel     | 1–2               | CFR Cluj       |
| ------------ | ----------------- | -------------- |
| Streller 44' | (1–0) Jegyzőkönyv | Sougou 66' 71' |

| St. Jakob-Park, Bázel Játékvezető: Jonas Eriksson (svéd) |

| 2012. augusztus 21. 20:45 |

| Helsingborgs IF | 0–2               | Celtic                   |
| --------------- | ----------------- | ------------------------ |
|                 | (0–1) Jegyzőkönyv | Commons 2' Szamarász 75' |

| Olimpiai Stadion, Helsingborg Játékvezető: Olegário Benquerença (portugál) |

| 2012. augusztus 22. 20:45 |

| BATE Bariszav     | 2–0               | Íróní Kirjat Smóná |
| ----------------- | ----------------- | ------------------ |
| Radyyonaw 29' 78' | (1–0) Jegyzőkönyv |                    |

| Dinama Stadion, Minszk Játékvezető: Howard Webb (angol) |

| 2012. augusztus 22. 20:45 |

| AÉ Lemeszú                     | 2–1               | Anderlecht  |
| ------------------------------ | ----------------- | ----------- |
| Dosa Júnior 34' Rui Miguel 72' | (1–0) Jegyzőkönyv | Mbokani 62' |

| GSZP Stadium, Nicosia Játékvezető: Milorad Mažić (szerb) |

| 2012. augusztus 22. 20:45 |

| Dinamo Zagreb      | 2–1               | NK Maribor         |
| ------------------ | ----------------- | ------------------ |
| Čop 10' Badelj 74' | (1–1) Jegyzőkönyv | Badelj 39' (öngól) |

| Maksimir Stadion, Zágráb Játékvezető: Cüneyt Çakır (török) |

#### Rájátszás, 2. mérkőzések (bajnokcsapatok)
| 2012. augusztus 28. 20:45 |

| Íróní Kirjat Smóná | 1–1               | BATE Bariszav |
| ------------------ | ----------------- | ------------- |
| Lencse 67'         | (0–0) Jegyzőkönyv | Pawlaw 90+4'  |

| Ramat Gan Stadion, Ramat Gan Játékvezető: Kassai Viktor (magyar) |

| 2012. augusztus 28. 20:45 |

| Anderlecht                | 2–0               | AÉ Lemeszú |
| ------------------------- | ----------------- | ---------- |
| Mbokani 81' Yakovenko 89' | (0–0) Jegyzőkönyv |            |

| Constant Vanden Stock Stadium, Anderlecht Játékvezető: Marcin Borski (lengyel) |

| 2012. augusztus 28. 20:45 |

| NK Maribor | 0–1               | Dinamo Zagreb |
| ---------- | ----------------- | ------------- |
|            | (0–1) Jegyzőkönyv | Tonel 12'     |

| Ljudski vrt, Maribor Játékvezető: David Fernández Borbalán (spanyol) |

| 2012. augusztus 29. 20:45 |

| CFR Cluj       | 1–0               | FC Basel |
| -------------- | ----------------- | -------- |
| Kapetánosz 20' | (1–0) Jegyzőkönyv |          |

| Stadionul Dr. Constantin Rădulescu, Kolozsvár Játékvezető: Gianluca Rocchi (olasz) |

| 2012. augusztus 29. 20:45 |

| Celtic                 | 2–0               | Helsingborgs IF |
| ---------------------- | ----------------- | --------------- |
| Hooper 30' Wanyama 88' | (1–0) Jegyzőkönyv |                 |

| Celtic Park, Glasgow Játékvezető: Carlos Velasco Carballo (spanyol) |

### Bajnoki helyezés alapján részt vevő csapatok rájátszása
A 7. helyen rangsorolt labdarúgó-bajnokság ezüstérmes, a 4-6. helyen rangsorolt labdarúgó-bajnokságok bronzérmes, valamint az 1–3.-ig rangsorolt labdarúgó-bajnokságok 4. helyezett csapatai ebben a körben csatlakoztak a bajnoki helyezés alapján részt vevő csapatok harmadik selejtezőkörének négy továbbjutójához. A címvédő Chelsea az angol bajnokság hatodik helyén végzett, és egy országból legfeljebb négy csapat indulhatott. Ezért az angol bajnokság negyedik helyezettje, a Tottenham Hotspur az Európa-ligában indulhatott.
| Kiemelt csapatok - SC Braga (63,069) - Dinamo Kijiv (62,026) - Panathinaikósz (50,920) - FC København (46,505) - Szpartak Moszkva (46,066) | Nem kiemelt csapatok - Fenerbahçe (41,615) - Udinese Calcio (38,996) - Lille OSC (38,835) - Málaga CF (16,837) - Borussia Mönchengladbach (15,037) |

#### Rájátszás, 1. mérkőzések (nem bajnok csapatok)
| 2012. augusztus 21. 18:00 |

| Szpartak Moszkva            | 2–1               | Fenerbahçe |
| --------------------------- | ----------------- | ---------- |
| Emenike 59' D. Kombarov 69' | (0–0) Jegyzőkönyv | Kuijt 65'  |

| Luzsnyiki Stadion, Moszkva Játékvezető: Martin Atkinson (angol) |

| 2012. augusztus 21. 20:45 |

| Borussia Mönchengladbach | 1–3               | Dinamo Kijiv                                   |
| ------------------------ | ----------------- | ---------------------------------------------- |
| Ring 13'                 | (1–2) Jegyzőkönyv | Mihalik 28' Yarmolenko 36' De Jong 81' (öngól) |

| Borussia-Park, Mönchengladbach Játékvezető: Pedro Proença (portugál) |

| 2012. augusztus 21. 20:45 |

| FC København | 1–0               | Lille OSC |
| ------------ | ----------------- | --------- |
| Santin 38'   | (1–0) Jegyzőkönyv |           |

| Parken Stadion, Koppenhága Játékvezető: Marijo Strahonja (horvát) |

| 2012. augusztus 22. 20:45 |

| SC Braga    | 1–1               | Udinese Calcio |
| ----------- | ----------------- | -------------- |
| Ismaily 68' | (0–1) Jegyzőkönyv | Basta 23'      |

| Braga városi stadion, Braga Játékvezető: Wolfgang Stark (német) |

| 2012. augusztus 22. 20:45 |

| Málaga CF                 | 2–0               | Panathinaikósz |
| ------------------------- | ----------------- | -------------- |
| Demichelis 17' Eliseu 34' | (2–0) Jegyzőkönyv |                |

| La Rosaleda Stadium, Málaga Játékvezető: Tony Chapron (francia) |

#### Rájátszás, 2. mérkőzések (nem bajnok csapatok)
| 2012. augusztus 28. 20:45 |

| Udinese Calcio                           | 1–1 (h. u.)                 | SC Braga                              |
| ---------------------------------------- | --------------------------- | ------------------------------------- |
| Armero 25'                               | (1–0, 1–1, 1–1) Jegyzőkönyv | Micael 72'                            |
| Büntetőpárbaj                            |                             |                                       |
| Domizzi Pinzi Maicosuel Armero Di Natale | 4–5                         | Lima Custódio Éder Paulo César Micael |

| Friuli Stadion, Udine Játékvezető: Björn Kuipers (holland) |

| 2012. augusztus 28. 20:45 |

| Panathinaikósz | 0–0         | Málaga CF |
| -------------- | ----------- | --------- |
|                | Jegyzőkönyv |           |

| Olimpiai Stadion, Athén Játékvezető: Tom Harald Hagen (norvég) |

| 2012. augusztus 29. 20:45 |

| Fenerbahçe | 1–1               | Szpartak Moszkva |
| ---------- | ----------------- | ---------------- |
| Sow 69'    | (0–1) Jegyzőkönyv | Ari 6'           |

| Şükrü Saracoğlu Stadion, Isztambul Játékvezető: Felix Brych (német) |

| 2012. augusztus 29. 20:45 |

| Dinamo Kijiv | 1–2               | Borussia Mönchengladbach          |
| ------------ | ----------------- | --------------------------------- |
| Ideye 88'    | (0–0) Jegyzőkönyv | Khacheridi 70' (öngól) Arango 78' |

| Olimpiai Stadion, Kijev Játékvezető: Craig Thomson (skót) |

| 2012. augusztus 29. 20:45 |

| Lille OSC              | 2–0 (h. u.)                 | FC København |
| ---------------------- | --------------------------- | ------------ |
| Digne 43' De Melo 105' | (1–0, 1–0, 2–0) Jegyzőkönyv |              |

| Stadium Lille-Metropole, Villeneuve-d’Ascq Játékvezető: Pavel Královec (cseh) |